# قصر بلاناوتو

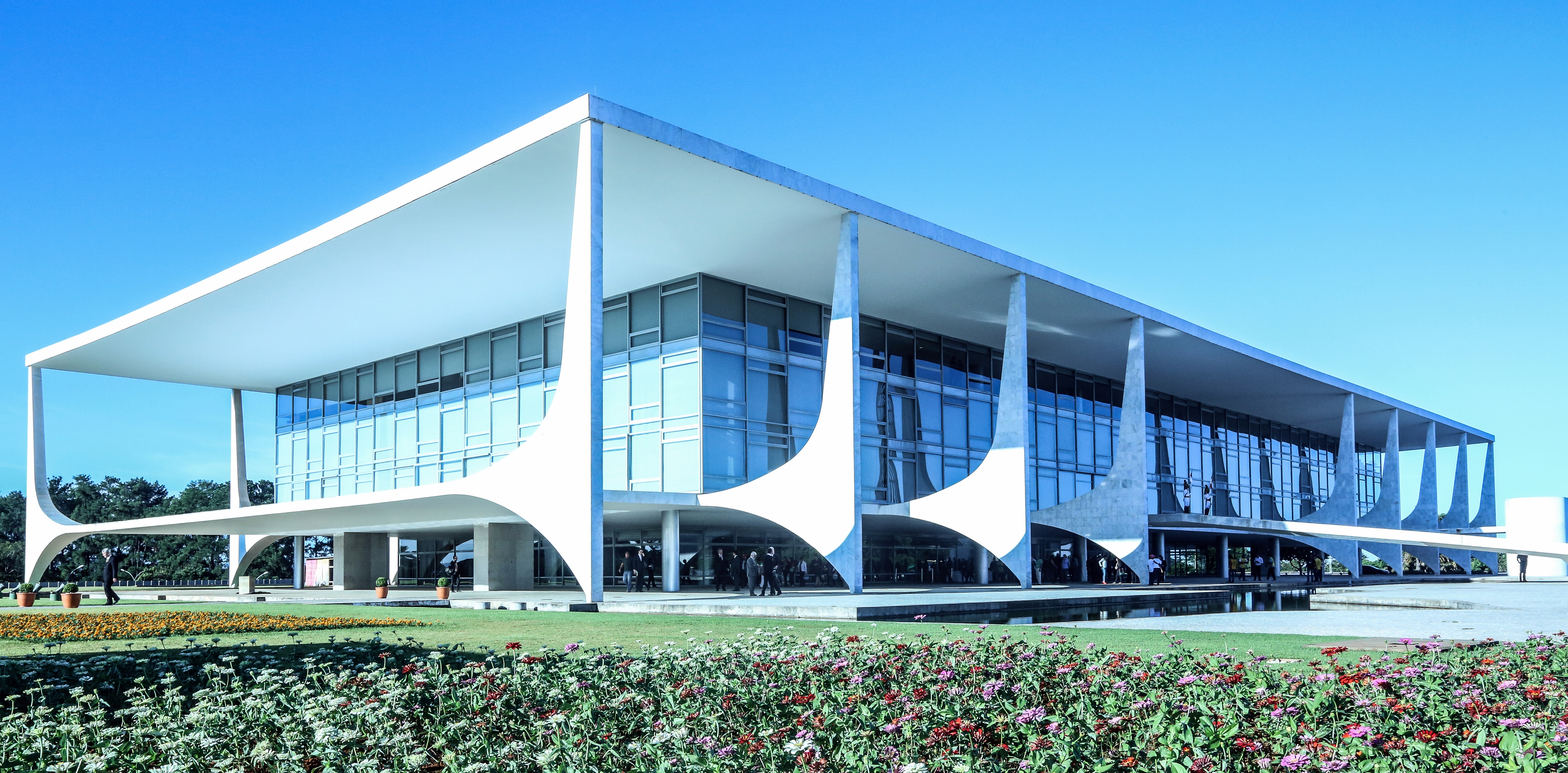
بالاسيو دو بلاناوتو: القصر الرئاسي في البرازيل.

قصر بلاناوتو أي قصر الهضبة (بالبرتغالية: Palácio do Planalto) پالاسيو دو پلاناوتو هو اسم المقر الرسمي لرئيس البرازيل.
يوجد المقر في مدينة برازيليا العاصمة الفيدرالية للبرازيل، وصممه المعماري أوسكار نيماير، وافتتح في الحادي والعشرين من نيسان/أبريل سنة 1960. كان الرئيس جوسيلينو كوبيتشيك أول من أقام دشنه.

## اقرأ أيضاً
- رئيس البرازيل

## وصلات خارجية
- الموقع الرسمي (بالبرتغالية)

‌